# Посольство Норвегії у Великій Британії
Посольство Норвегії у Сполученому Королівстві Великої Британії та Північної Ірландії — дипломатична місія Норвегії у Великій Британії, розташовується в Лондоні. Посольство розташоване на площі Белграйв у історичній будівлі, яку установа займає з 1949 року. 
Норвегія має іноземне представництво у Великій Британії з 1906 року. Норвезька місія в Лондоні була першою дипмісією Норвегії. Представництво було перетворено на посольство 22 травня 1942 року.
У посольстві працює 30 осіб, і їхні завдання розподілені на такі секції: адміністративна, політична, економічна, преса, культура та інформація (PKI), консульська служба та секція аташе з питань оборони. Теперішнім послом є Веггер Крістіан Стрьоммен (від 2019 року).